# Atletisme als Jocs Olímpics d'Estiu de 1896 - Llançament de disc homes
La prova del llançament de disc masculí va ser una de les dues proves de llançaments que es van disputar durant els Jocs Olímpics d'Atenes de 1896. La prova de llançament de disc es disputà el 6 d'abril, prenent-hi part onze atletes.
Gairebé cap dels atletes havia llançat un disc abans, ja que era una prova que no s'havia disputat mai en cap competició internacional. Robert Garrett, dels Estats Units en fou el vencedor.

## Medallistes
| Or             | Plata                     | Bronze          |
| Robert Garrett | Panagiotis Paraskevópulos | Sotirios Versís |

## Results
| Posició | Atleta                    | Distància  | 1          | 2          | 3          | 4            | 5            |
| ------- | ------------------------- | ---------- | ---------- | ---------- | ---------- | ------------ | ------------ |
| Or      | Robert Garrett            | 29,15 m    | 27,53      | X          | desconegut | 28,72        | 29,15        |
| Plata   | Panagiotis Paraskevópulos | 28,95 m    | 28,51      | desconegut | desconegut | 28,88        | 28,95        |
| Bronze  | Sotirios Versís           | 27,78 m    | desconegut | desconegut | desconegut | desconegut   | desconegut   |
| 4       | George S. Robertson       | 25,20 m    | desconegut | desconegut | desconegut | No continuen | No continuen |
| 5-9     | Alphonse Grisel           | desconegut | desconegut | desconegut | desconegut | No continuen | No continuen |
| 5-9     | Viggo Jensen              | desconegut | desconegut | desconegut | desconegut | No continuen | No continuen |
| 5-9     | Holger Nielsen            | desconegut | desconegut | desconegut | desconegut | No continuen | No continuen |
| 5-9     | Georgios Papasideris      | desconegut | desconegut | desconegut | desconegut | No continuen | No continuen |
| 5-9     | Henrik Sjöberg            | desconegut | desconegut | desconegut | desconegut | No continuen | No continuen |